# Józef Dunin Borkowski
Józef Dunin Borkowski (ur. 1809, zm. 1843) – polski poeta, tłumacz i hellenista epoki romantyzmu, hrabia.

## Życiorys
Pochodził z bogatej rodziny hrabiów galicyjskich herbu Łabędź. Jego bratem był pisarz, publicysta i działacz polityczny Leszek Dunin Borkowski. W Czerniowcach na Bukowinie studiował filozofię. Zetknął się tam z emigrantami greckimi. Znajomość greki starożytnej i nowożytnej rozwijał na Uniwersytecie Wiedeńskim. W 1831 brał udział w powstaniu listopadowym. W 1832 wrócił do Lwowa, gdzie zajął się animacją życia literackiego. Zainicjował „Dziennik Mód Paryskich”, działał w grupie literackiej Ziewonia – w 1838 wydał jej almanach Prace literackie. Był też członkiem Towarzystwa Naukowego Krakowskiego, Towarzystwa Mołdawskiego i Zakładu Narodowego im. Ossolińskich. Wraz z bratem oraz Augustem Bielowskim, Lucjanem Siemieńskim i przejściowo Sewerynem Goszczyńskim usiłował stworzyć we Lwowie środowisko słowianofilskiego romantyzmu.

## Twórczość
Dorobek Józefa Dunina Borkowskiego składa się z własnej poezji oraz tłumaczeń i prac hellenistycznych. W twórczości nie stronił od ironiczno-żartobliwych obserwacji życia.

### Utwory
- Sonety pełtewne (1839) – cykl sonetów, nawiązujący ironicznie do Sonetów krymskich Adama Mickiewicza. Tytułowa Pełtew to rzeka we Lwowie, której niezbyt atrakcyjne okolice zestawione zostały z wyrafinowaną formą sonetu.
- Pieśni słowiańskie – wiersz będący zapisem idei słowianofilskich.